# Vilhelm Ludvig von Qvillfelt
Vilhelm Ludvig von Qvillfelt, född den 15 januari 1740 i Stralsund, död den 8 januari 1805 i Stralsund, var en svensk militär.

## Biografi
von Qvillfelt var son till kaptenen vid artilleriet i Stralsund Gustaf Gabriel von Qvillfelt och dennes hustru Anna von Schultze. Redan den 29 juni 1744 skrevs han in som hantlangare vid faderns artilleriregemente i Stralsund och befordrades under åren för att den 16 november 1759 nått styckjunkares grad.
Han lämnade dock artilleriet och gick 1760 in vid infanteriet och det Spenska regementet (senare kallat Psilanderhielmska regementet) som var förlagt i Stralsund. Han utnämndes till fänrik där den 22 juni 1761. Under denna tid hade han även deltagit under det Pommerska kriget som rasade i och runt Stralsund. Den 22 november 1770 befordrades han till löjtnant för att nå kaptens grad den 29 juni 1778.
Han deltog med sitt regemente under Gustav III:s ryska krig 1788–1790 och då även under vslaget vid Svensksund den 9–10 juli 1790. För visad tapperhet under detta krig samt slaget blev han riddare av Svärdsorden den 22 juli 1790 samt erhöll Svensksundsmedaljen den 13 mars 1791.
Den 1 februari 1793 utnämndes han till major, och fick den 26 oktober 1796 samma befattning vid regementet. Den 15 november 1799 blev han premiärmajor för att den 29 september 1800 befordras till överstelöjtnant. Han nådde slutligen överstes grad den 21 mars 1802.

### Familj
von Qvillfelt gifte sig den 29 november 1769 med sin kusin Antoinette Carolina von Qvillfelt och fick göra detta efter ansökan till Kungl. Maj:t. Paret fick åtminstone tre barn, av vilka sonen Gustaf Samuel von Qvillfelt blev kapten i svensk tjänst vid Drottningens livregemente.

## Utmärkelser
- Riddare av Svärdsorden - 22 juli 1790
- Svensksundsmedaljen, 7:e storleken i guld - 12 mars 1791